# Niżni Apostolski Karb
Niżni Apostolski Karb (niem. Apostelscharte D, słow. Nižná apoštolská štrbina, węg. Alagút feletti kapu, ok. 1940 m) – wąska przełączka w Grani Apostołów w polskich Tatrach Wysokich. Znajduje się w jej środkowej części, między Apostołem IV i Apostołem III.
Ku południowemu zachodowi przełączka opada do Marusarzowego Żlebu. Od tej strony jest łatwo dostępna. Na północ, do Apostolskiej Depresji opada z przełęczy system zacięć i płyt pooddzielanych rysami.
Obecnie Gran Apostołów znajduje się w zamkniętym dla turystów i taterników obszarze ochrony ścisłej Tatrzańskiego Parku Narodowego i TANAP-u. Na zachodnich (polskich) zboczach Żabiej Grani taternictwo można uprawiać na południe od Białczańskiej Przełęczy.
Autorem nazwy przełęczy jest Władysław Cywiński.